# ふわふわパン工房 プチ&パティ
ふわふわパン工房 プチ&パティ（ふわふわパンこうぼう プチあんどパティ）とは、ガンホーゲームズ(GungHo Games)内で遊べるAdobe_Flash形式の無料経営シミュレーションゲームである。プレイするにはガンホーIDの取得およびログインが必要。2012年2月16日15:00サービス終了。

## 概要
ゲームは幾つかのミニゲームをクリアする形で、パンやクッキー、ケーキなどのアイテム(材料)を集め、それらをHome Landのオーブン(ブタだか山のような形をしている)で焼くと商品が完成するので、それを売る。販売はランキングに影響するほか、自分の店のインテリアを買い揃える為の資金にもなる。現実の10分が、ゲーム内の1日に相当する。

## パンの焼き方
Home Landで、自分の店を選び、商品にしたいアイテムを指示する。件のオーブンを選ぶと、画面が変わるので、氷とか薪を火にくべて温度を調節して行く。タイマーが1周する間に、適切な温度を保てれば、商品が完成する。

## 無料ゲーム
ほとんどのミニゲーム類は有料(Shop Point等)が必要であるが、一部(『こねこねパン生地』『ふるふるこむぎこ』『手作りクッキー』『ぱらぱらチョコボール』)は無料で遊べる。この場合、店に置ける商品は食パンなど4〜5種類程度。